# Jipsingboertange (wegwaterschap)
Jipsingboertange is een voormalig wegwaterschap in de Nederlandse provincie Groningen.
Het schap werd opgericht om een verharde weg aan te leggen en te onderhouden tussen Jipsinghuizen en Onstwedder-Mussel. De weg (de huidige Jipsingboertangerweg en Zandtangerweg) wordt tegenwoordig beheerd door de gemeentes Vlagtwedde en Stadskanaal.
Het schap moet niet worden verward met het gelijknamige afwateringswaterschap.